# Casa unifamiliar al carrer Vic, 12 (Castellterçol)
La Casa unifamiliar al carrer Vic, 12 és una obra eclèctica de Castellterçol (Moianès) inclosa a l'Inventari del Patrimoni Arquitectònic de Catalunya.

## Descripció
Edifici entre parets mitgeres que consta de planta baixa i dos pisos. La composició de la façana és simètrica, amb tres obertures rectangulars a cada pis. Al primer i segon pis cada obertura té un balcó. Les portes del primer pis estan flanquejades per pilastres amb capitells que sustenten un entaulament amb un frontó, el central semicircular i els dels costats triangulars. Les obertures dels altres pisos tenen motllures de tipus neoclàssic

## Història
Les cases del carrer Vic i del carrer Barcelona constitueixen l'eixample que va desenvolupar-se a principis del segle xx.